# Polsat Hit Festiwal 2024
Polsat Hit Festiwal 2024 – dziewiąta edycja polskiego festiwalu muzycznego Polsat Hit Festiwal. Odbyła się 24 i 25 maja 2024 w Operze Leśnej w Sopocie i była transmitowana na żywo przez Polsat.
30 kwietnia 2024 Polsat poinformował o zmianie nazwy imprezy z Polsat SuperHit Festiwal na Polsat Hit Festiwal, a także zapowiedział jego daty i program. Oglądalność wyniosła średnio 1 149 482 widzów, co przełożyło się na 12,51% udziału w rynku telewizyjnym wśród wszystkich widzów (12,42% w grupie wiekowej 16–49 i 12,76% w grupie 16–59).

## Dzień 1 (24 maja 2024)
Pierwszy dzień festiwalu poprowadzili Paulina Sykut-Jeżyna, Krzysztof Ibisz i Maciej Rock.

### Crazy Is My Life. Złote 25 lat Golec uOrkiestra
Dzień pierwszy rozpoczął koncert zespołu Golec uOrkiestra z okazji 25-lecia działalności.
Lista wykonanych utworów:

1. „Ściernisco”
2. „Dzieje się”
3. „Lornetka” (z Kubą Badachem)
4. „Tylko ty” (z Gromeem)
5. „Szarpany”
6. „Crazy Is My Life” (z Piotrem Cugowskim)
7. „Słodycze” (z Kayah)
8. „Pędzą konie” (z Enej)
9. „Młody maj”
10. „Kto się ceni” (z Kamilem Bednarkiem)
11. „Stromy szlak”
12. „Nie ma nic”
13. „Pierwsze skrzypce” (z Magdą Beredą)
14. „Górą Ty”

### Radiowy Przebój Roku 2024
Podczas koncertu Radiowy Przebój Roku 2024 zostały wykonane przeboje radiowe ostatniego roku.
Lista występów:

- Lanberry i Tribbs – „Dzięki, że jesteś”
- Smolasty i Doda – „Nim zajdzie słońce”
- Smolasty – „Herbata z imbirem”
- Dawid Kwiatkowski – „Café de Paris”
- Margaret – „Tańcz głupia”
- Oskar Cyms – „Niech mówią”, „Na niebie”, „Cały czas”
- Roksana Węgiel – „Miasto”
- Natalia Zastępa – „Wracam do siebie”
- Danzel – „Pump It Up!”, „Put Your Hands Up in the Air!”, „Spin Me Round (Like a Record)”

### Chodź, przytul, przebacz. 30-tka Andrzeja Piasecznego
Pierwszy dzień festiwalu zakończył koncert Andrzeja Piasecznego z okazji 30-lecia działalności.
Lista wykonanych utworów:

1. „Prawie do nieba”
2. „Chodź, przytul, przebacz”
3. „Mocniej”
4. „Jeszcze bliżej”
5. „Niecierpliwi”
6. „Śniadanie do łóżka”
7. „Miłość”
8. „That’s Life / Żyć tak” (z Kubą Badachem i Mattem Duskiem)
9. „Imię deszczu”

## Dzień 2 (25 maja 2024)

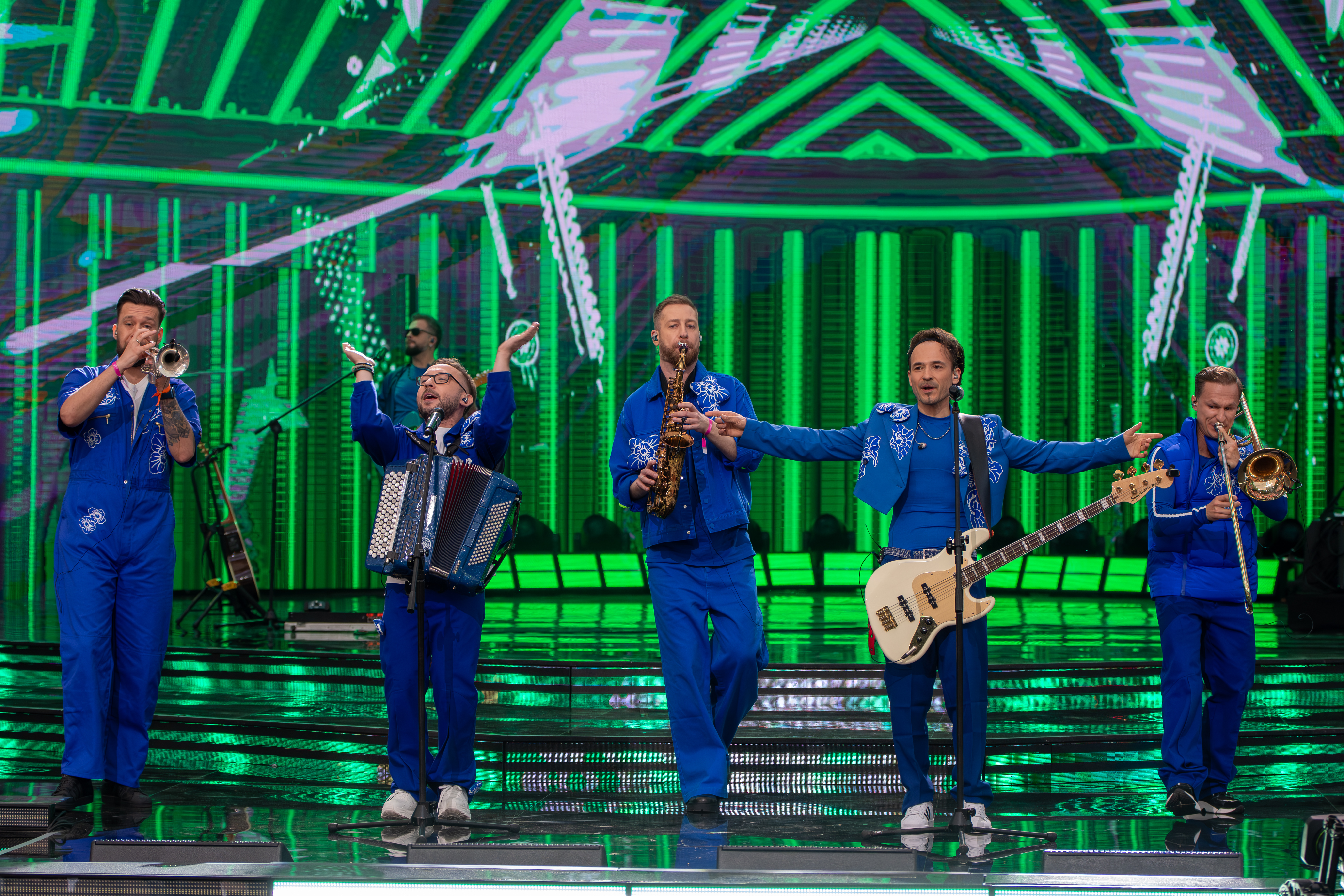
Enej podczas występu

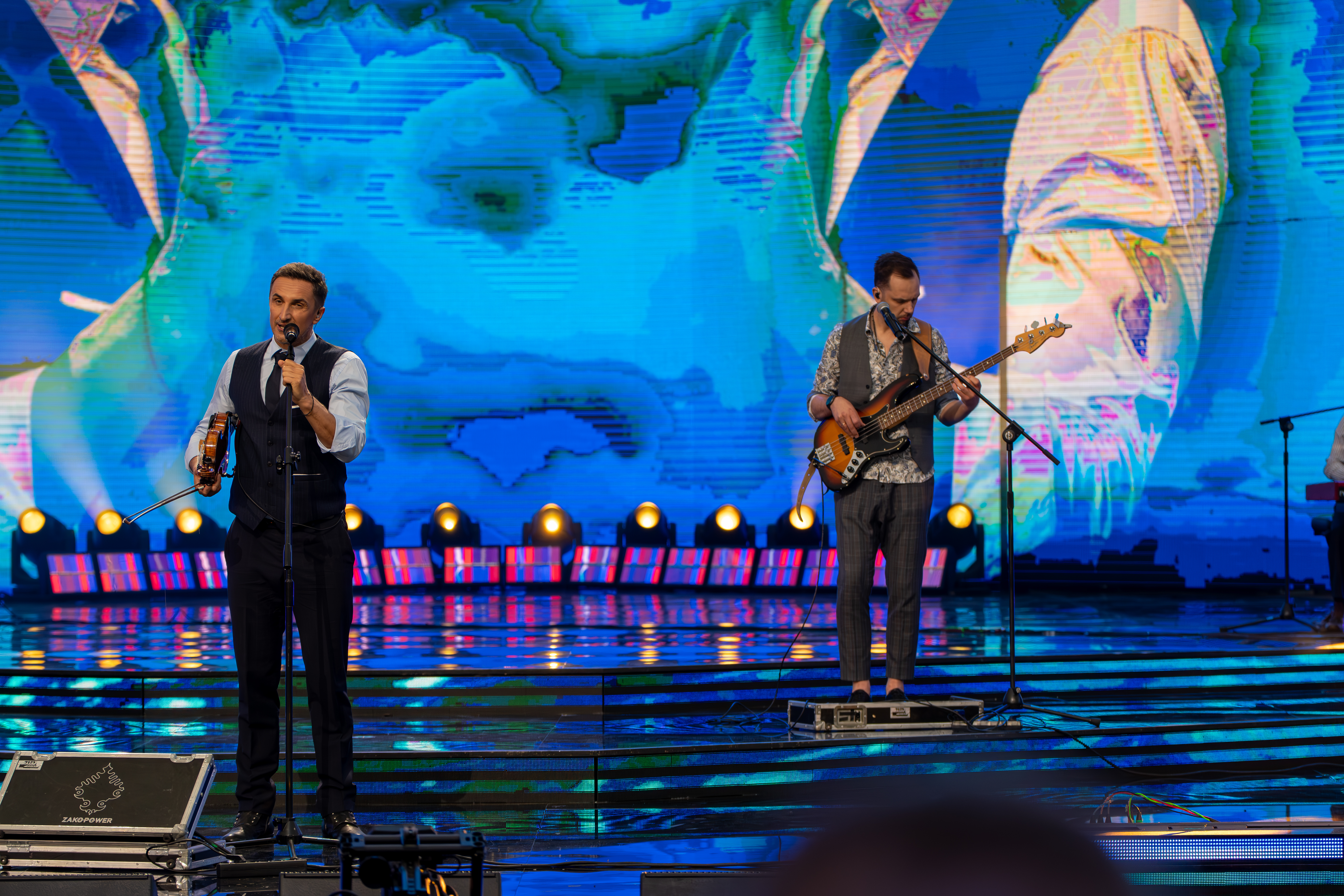
Zakopower podczas występu

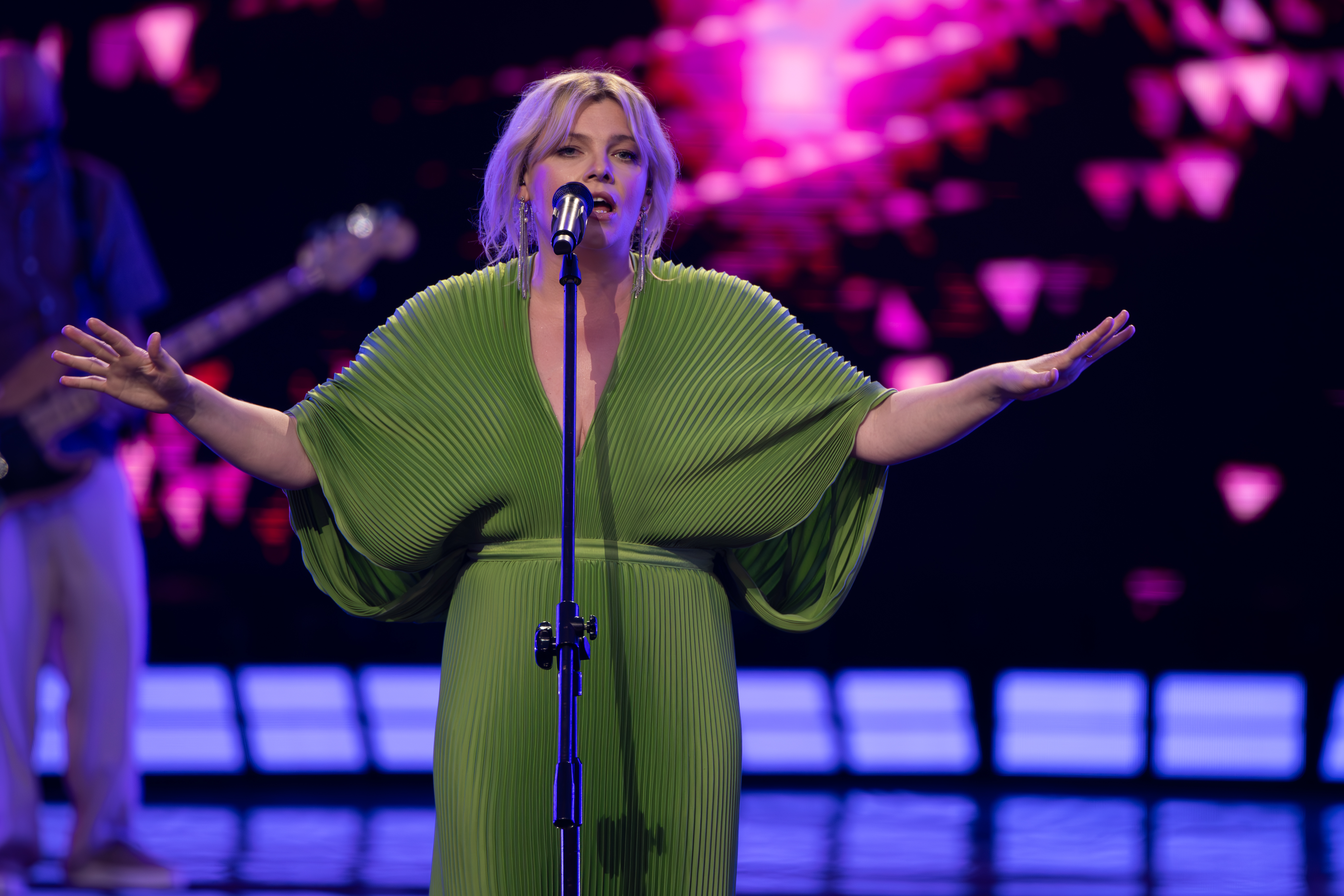
Ania Dąbrowska podczas występu

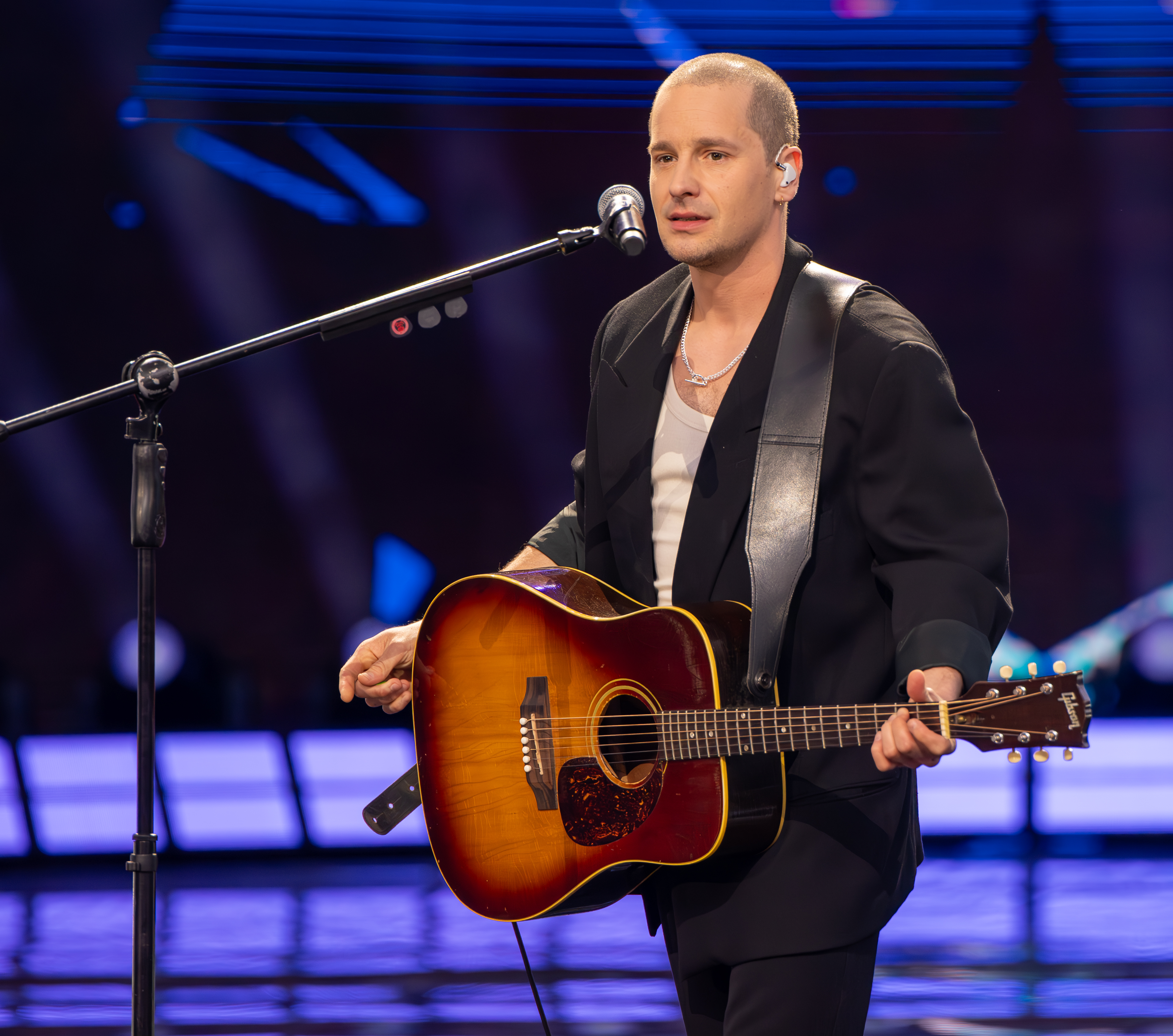
Krzysztof Zalewski podczas występu

Drugi dzień festiwalu poprowadzili Maciej Dowbor, Maciej Rock, Krzysztof Ibisz, Paulina Sykut-Jeżyna i Katarzyna Cichopek.

### Debiutowali w Polsacie
Dzień drugi rozpoczął koncert Debiutowali w Polsacie z udziałem artystów, którzy debiutowali w programach Polsatu.
Lista występów:
- Enej – „Radio Hello”, „Kamień z napisem Love”
- Zakopower – „Kiebyś Ty…”, „Boso”
- Krzysztof Zalewski – „Annuszka”, „Kochaj”
- Ania Dąbrowska – „Z Tobą nie umiem wygrać”, „Porady na zdrady (Dreszcze)”
- Kuba Badach – „Byłaś serca biciem”, „Leniwy diabeł”
- Afromental – „Rock&Rollin’ Love”, „To the End”

### Koncert Diamentowy
Podczas Koncertu Diamentowego wystąpili artyści, których nagrania zostały w ostatnim roku certyfikowane przez Związek Producentów Audio-Video diamentową płytą.
Lista występów:
- Blanka – „Solo”
- Smolasty – „Duże oczy”, „Pijemy za lepszy czas”
- Skolim – „Wyglądasz idealnie”
- Malik Montana – „Pressure Makes Diamonds”, „Dior” i „Głosy w głowie”

### Najpiękniejsza w klasie Majka Jeżowska
Koncert z okazji 45-lecia działalności zagrała Majka Jeżowska.
Lista wykonanych utworów:

1. „Najpiękniejsza w klasie”
2. „Wszystkie dzieci nasze są”
3. „Na plaży”
4. „Od rana mam dobry humor”
5. „Na raz na dwa”
6. „Laleczka z saskiej porcelany”
7. „On nie kochał nas” (z Krystyną Prońko)
8. „A ja wolę moją mamę”
9. „Bawimy się w życie” (z Malikiem Montaną)

### Męskie Granie / Wodecki Twist Pater
Drugi dzień zakończył koncert w hołdzie Zbigniewowi Wodeckiemu, z aranżacjami przygotowanymi przez Kamila Patera, zorganizowany we współpracy z festiwalami Męskie Granie i Wodecki Twist.
Lista występów:

- Paulina Przybysz i Wiktor Dyduła – „Chałupy Welcome to”
- Paulina Przybysz i Piotr Odoszewski – „Zacznij od Bacha”
- Natalia Przybysz – „Rzuć to wszystko co złe”
- Natalia Przybysz i Wiktor Waligóra – „Izolda”
- Wiktor Dyduła – „Znajdziesz mnie znowu”
- Wiktor Waligóra – „Nad wszystko uśmiech twój”
- Dawid Tyszkowski – „Panny mego dziadka”
- Piotr Odoszewski – „Kochaj mnie”